# برونيخر
برونيخر هي نجع هولندي بمقاطعة درينته. وهي جزء من بلدية بورخر- أودورن، وتقع حوالي 18 كم شرق بلدية أسن.

## مراجع

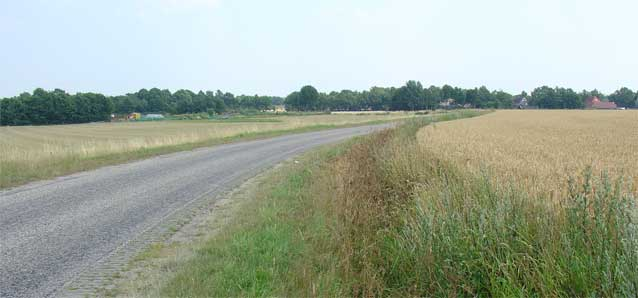
منظر لنجع برونيخر